# Betlemite figlie del Sacro Cuore
La betlemite figlie del Sacro Cuore (in spagnolo Hermanas Bethlemitas Hijas del Sagrado Corazón) è un istituto religioso femminile di diritto pontificio: le suore di questa congregazione pospongono al loro nome la sigla Bethl.

## Storia

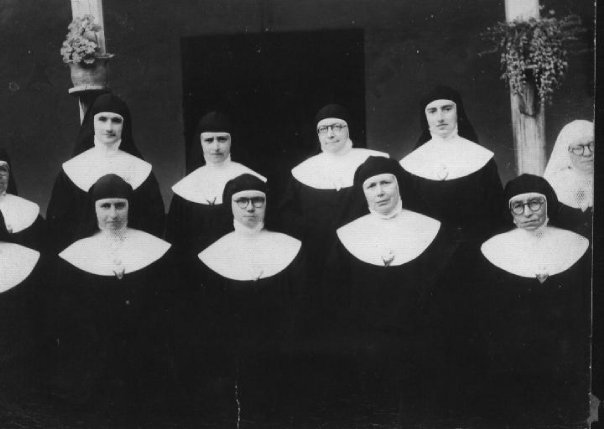
Una comunità di suore betlemite colombiane negli anni quaranta

Quando Pietro di San Giuseppe de Bethencourt fondò in Guatemala l'ospedale di Nuestra Señora de Belén pensò di affidare la cura dei malati a delle religiose, ma la mancanza di risorse glielo impedì: il suo successore alla guida dei fratelli betlemiti, fra' Rodrigo della Santa Croce, grazie all'aiuto di Agustina Delgado e di sua figlia Mariana, nel 1668 riuscì a organizzare una compagnia di religiose infermiere e aprì per loro un beaterio detto "Portico di Betlemme".
Inizialmente le religiose portavano l'abito del terz'ordine francescano, poi ne adottarono uno simile a quello dei betlemiti. Le betlemite emettevano cinque voti solenni: i tre comuni a tutti i religiosi (povertà, obbedienza e castità) e quelli di ospitalità e clausura.
Con il passare degli anni le betlemite abbandonarono l'attività ospedaliera per dedicarsi all'educazione delle ragazze di alta estrazione sociale. Nell'agitato periodo delle lotte per l'indipendenza del Guatemala, si verificò anche un certo rilassamento dell'osservanza regolare. L'ordine venne riformato da Encarnación Rosal, che il 16 luglio 1866 restaurò la tradizione ospedaliera delle betlemite aprendo un'infermeria; l'insegnamento non venne abbandonato e vennero fondati collegi anche fuori dal Guatemala (nel 1874 sorse una filiale in Ecuador).
Le betlemite vennero riconosciute dal delegato apostolico della Costa Rica nel 1880; ottennero il pontificio decreto di lode il 20 febbraio 1891 e le loro costituzioni vennero approvate definitivamente dalla Santa Sede il 22 giugno 1909.

## Attività e diffusione
Le betlemite si dedicano all'assistenza sanitaria, all'istruzione e alle opere pastorali.
Sono presenti nelle Americhe (Colombia, Costa Rica, Ecuador, El Salvador, Guatemala, Messico, Nicaragua, Venezuela), in Europa (Italia, Spagna) e in India; la sede generalizia è a Bogotà.
Al 31 dicembre 2008 la congregazione contava 753 religiose in 97 case.